# Фантони, Октавио
Октавио Фантони (итал. Octávio Fantoni; 4 апреля 1907, Белу-Оризонти — 8 февраля 1935, Рим), также известен под именем Нининьо (порт.-браз. Nininho) — бразильский и итальянский футболист, полузащитник.

## Карьера
Октавио Фантони родился в известной футбольной семье: трое его двоюродных братьев — Леонизио, Жуан и Орландо были футболистами. Они были ровесниками, поэтому, чтобы различать братьев их начали называть по номерам; Жуан стал Фантони I, Нининьо — Фантони II, Нижиньо — Фантони III, а Орландо — Фантони IV.
Фантони, выступавший в Бразилии под именем Нининьо, начал карьеру в клубе «Палестра Италия» в 1922 году. Он провёл там два сезона, после чего перешёл в клуб «Авантес». Затем Ниньо вернулся в «Палестру». Там он играл 5 лет, выиграв с клубом три чемпионата штата Минас-Жерайс.
В 1931 году Фантони, поток итальянцев из Тосканы, уехавших в Южную Америку, вместе с братом Жуаном, уехал в Италию, в клуб «Лацио». Он дебютировал в команде 26 апреля 1931 года в матче с «Наполи», где его команда проиграла 0:1. В «Лацио» Фантони играл до 1935 года. 20 января в матче с «Торино» он повредил нос. Полузащитник вернулся на поле, но через 5 минут упал в обморок. После чего был госпитализирован. Поначалу повреждение не казалось тяжёлым, но с травмой он получил заражение крови вместе с гнойником в левом колене. После двух недель ужасных страданий, 8 февраля он скончался, оставив двух дочерей семи и восьми лет. Ситуация ухудшилась тем, что за несколько лет до этого у Фантони умерла супруга.
В Бразилии был проведён турнир его памяти.

## Статистика
| Матчи Октавио Фантони за сборную Италии | Матчи Октавио Фантони за сборную Италии | Матчи Октавио Фантони за сборную Италии | Матчи Октавио Фантони за сборную Италии | Матчи Октавио Фантони за сборную Италии | Матчи Октавио Фантони за сборную Италии | Матчи Октавио Фантони за сборную Италии |
| --------------------------------------- | --------------------------------------- | --------------------------------------- | --------------------------------------- | --------------------------------------- | --------------------------------------- | --------------------------------------- |
| №                                       | Дата                                    | Место проведения                        | Оппонент                                | Счёт                                    | Голы                                    | Турнир                                  |
| 1                                       | 25 марта 1934                           | Милан                                   | Греция                                  | 4:0                                     | —                                       | Квалификация чемпионата мира            |

## Достижения
- Чемпионат штата Минас-Жерайс: 1926, 1929, 1930